# Richard de la Pole
Richard de la Pole (1480 – Pavia, 24 febbraio 1525) è stato un nobile inglese pretendente al trono d'Inghilterra.

Stemma di Richard de la Pole

Chiamato White Rose, fu l'ultimo membro del Casato degli York e operò attivamente ed apertamente nel rivendicare la corona d'Inghilterra. Visse in esilio dopo che molti dei suoi parenti furono giustiziati e divenne alleato di Luigi XII nella guerra della Lega di Cambrai, che lo vedeva come alleato più favorevole e in prospettiva re d'Inghilterra al posto di Enrico VIII.
Nel 1514, la scena era pronta per un pieno recupero degli York in Inghilterra sotto Richard. Egli era in Bretagna con 12 000 mercenari pronto all'invasione. Portò il suo esercito a San Malo, ma Francia e Inghilterra fecero la pace proprio mentre stava per imbarcarsi e, pertanto fu costretto a desistere. Più tardi, con Francesco I re di Francia, Richard fece un'alleanza nel 1523 e pianificò l'invasione e la riconquista dell'Inghilterra ancora una volta. Tuttavia, ciò non poté accadere in quanto Richard morì combattendo al fianco di Francesco I alla Battaglia di Pavia due anni dopo.

## Biografia
Era il quinto figlio di John de la Pole, II duca di Suffolk e di Elizabeth di York. Sua madre era la seconda figlia vivente di Riccardo Plantageneto, III duca di York e di Cecily Neville. Era anche una sorella minore di Edoardo IV d'Inghilterra and Edmund, conte di Rutland oltre che sorella maggiore di Margherita di York, Giorgio Plantageneto, I duca di Clarence e Riccardo III d'Inghilterra. Non è probabile che Owen de la Pole sia stato un suo antenato: l'ultimo pretendente al trono dei Powys Wenwynwyn, uno stato gallese del XIII secolo.
I suoi nonni paterni furono William de la Pole, I duca di Suffolk e Alice Chaucer. Suffolk fu un importante comandante nella guerra dei cent'anni, e poi Lord Chamberlain d'Inghilterra. Egli appare anche nelle opere di William Shakespeare, Enrico VI, parte 1 e Enrico VI, parte 2.
Alice Chaucer fu una figlia di Thomas Chaucer e Maud Burghersh. Thomas fu Speaker della Camera dei Comuni in tre occasioni, Chief Butler of England per quasi trent'anni, partecipò a quindici parlamenti e fu Speaker cinque volte, un primato non superato fino al XVIII secolo.
Thomas era figlio di Geoffrey Chaucer e di Philippa Roet che fu uno scrittore e poeta inglese, filosofo, cortigiano e diplomatico ed è talvolta chiamato padre della letteratura inglese. Nonostante abbia scritto numerose opere, è noto principalmente per l'opera incompiuta The Canterbury Tales.  Egli è accreditato, da alcuni studiosi, di essere stato il primo autore a dimostrare la legittimità artistica del vernacolare medio inglese, al posto del francese o del latino.

## Erede degli York
Il suo fratello maggiore John de la Pole, I conte di Lincoln (c. 1464-1487) venne nominato erede al trono da suo zio materno, Riccardo III d'Inghilterra, che gli diede un appannaggio e la reversibilità delle tenute di Lady Margaret Beaufort. Tuttavia, dopo la salita al trono di Enrico VII a seguito della battaglia di Bosworth Field, Lincoln prestò giuramento di fedeltà al nuovo sovrano, invece di rivendicare il trono per se stesso.
Nel 1487, Lincoln si unì alla rivolta di Lambert Simnel e venne ucciso alla Battaglia di Stoke Field. Il secondo fratello, Edmund (c. 1472-1513), succedette a suo padre mentre era ancora in minore età. Le sue proprietà soffrirono sotto la tutela di suo fratello, e fu costretto a pagare ingenti somme ad Enrico VII per il recupero di una parte delle terre confiscate, e a scambiare il suo titolo di duca con quello di conte. Nel 1501 cercò un incontro con Massimiliano I del Sacro Romano Impero, in Tirolo e ricevette da lui una promessa di sostanziale aiuto in caso di una sua rivendicazione della corona inglese.
In conseguenza di tale tradimento Enrico VII arrestò il fratello di Edmund, William de la Pole, con altri quattro nobili del Casato degli York. Due di loro, Sir James Tyrrell e Sir John Wyndham, vennero giustiziati e William de la Pole fu imprigionato, mentre Edmund de la Pole, terzo duca di Suffolk, venne inviato all'esilio. Nel luglio 1502 Enrico VII concluse un trattato con Massimiliano con il quale l'imperatore si impegnava a non tollerare i ribelli inglesi. Suffolk cadde nelle mani di Filippo I di Castiglia, che lo fece imprigionare a Namur e nel 1506 si arrese a Enrico VII, a condizione che la sua vita fosse stata risparmiata. Rimase prigioniero fino al 1513, quando fu decapitato da Enrico VIII, dato che suo fratello Richard si era alleato con il re francese.
Richard de la Pole raggiunse Edmund all'estero nel 1504, e rimase a Aix-la-Chapelle a garanzia di debiti del suo fratello maggiore. I creditori minacciarono di consegnarlo a Enrico VII, ma fu più fortunato del suo fratello, trovando un rifugio sicuro a Buda presso re Ladislao II di Boemia e Ungheria.
Venne escluso dall'amnistia generale proclamata per la salita al trono di Enrico VIII, e quando Luigi XII di Francia entrò in guerra con il Regno d'Inghilterra nel 1512, riconobbe le pretese di Edmund alla corona inglese e diede un comando nell'esercito francese a Richard. Nel 1513, dopo l'esecuzione capitale di Edmund, assunse il titolo di Conte di Suffolk. Nel 1514 gli vennero affidati 12 000 mercenari tedeschi apparentemente per la difesa della Bretagna, ma in realtà per l'invasione dell'Inghilterra. Egli si trasferì a San Malo, ma la conclusione della pace con l'Inghilterra gli impedì di portare a termine lo sbarco in Inghilterra. Richard dovette lasciare la Francia, e si stabilì a Metz, in Lorena, dove si costruì un palazzo a La Haute Pierre, nei pressi di San Simphorien.
Mentre era a Metz, ricevette una visita da Pierre Alamire, il compositore e musicista tedesco-olandese, che era una spia di Enrico VIII. Tuttavia, Richard impiegò Alamire come agente di controspionaggio contro Enrico, ma Alamire, sospettato di inaffidabilità dal cardinale Thomas Wolsey ed Enrico VIII, non fece mai ritorno in Inghilterra.
Richard de la Pole ebbe numerosi colloqui con il re Francesco I di Francia, e nel 1523 gli fu permesso, di concerto con John Stewart, II duca di Albany, reggente scozzese, di organizzare l'invasione dell'Inghilterra, che non fu mai eseguita.
Partecipò con Francesco I alla Battaglia di Pavia, dove venne ucciso il 24 febbraio 1525. In un dipinto della battaglia, conservato presso il Museo Ashmolean di Oxford, il suo corpo senza vita è rappresentato nel bel mezzo del combattimento con la scritta Le Duc de Susfoc dit Blance Rose (Il duca di Suffolk, detto Bianca Rosa).
Carlo III, duca di Borbone, suo nemico lo seppellì con grandi onori nella Basilica di San Pietro in Ciel d'Oro a Pavia.

## Ascendenza
|                                         |                                               |                                        | Genitori                                   |  |  | Nonni |  |  | Bisnonni                                |  |  | Trisnonni                              |  |
|                                         |                                               |                                        |                                            |  |  |       |  |  | Michael de la Pole, II conte di Suffolk |  |  | Michael de la Pole, I conte di Suffolk |  |
|                                         |                                               |                                        |                                            |  |  |       |  |  | Michael de la Pole, II conte di Suffolk |  |  | Michael de la Pole, I conte di Suffolk |  |
|                                         |                                               | Catherine Wingfield                    |                                            |  |  |       |  |  | Michael de la Pole, II conte di Suffolk |  |  |                                        |  |
| William de la Pole, I duca di Suffolk   |                                               |                                        |                                            |  |  |       |  |  | Michael de la Pole, II conte di Suffolk |  |  |                                        |  |
|                                         |                                               | Katherine de Stafford                  | Hugh de Stafford, II conte di Stafford     |  |  |       |  |  |                                         |  |  |                                        |  |
|                                         |                                               | Katherine de Stafford                  | Hugh de Stafford, II conte di Stafford     |  |  |       |  |  |                                         |  |  |                                        |  |
|                                         |                                               | Katherine de Stafford                  | Philippa de Beauchamp                      |  |  |       |  |  |                                         |  |  |                                        |  |
| John de la Pole, II duca di Suffolk     |                                               | Katherine de Stafford                  |                                            |  |  |       |  |  |                                         |  |  |                                        |  |
|                                         |                                               | Thomas Chaucer                         | Geoffrey Chaucer                           |  |  |       |  |  |                                         |  |  |                                        |  |
|                                         |                                               | Thomas Chaucer                         | Geoffrey Chaucer                           |  |  |       |  |  |                                         |  |  |                                        |  |
|                                         |                                               | Thomas Chaucer                         | Philippa Roet                              |  |  |       |  |  |                                         |  |  |                                        |  |
| Alice Chaucer                           |                                               | Thomas Chaucer                         |                                            |  |  |       |  |  |                                         |  |  |                                        |  |
|                                         |                                               | Matilda Burghersh                      | John Burghersh                             |  |  |       |  |  |                                         |  |  |                                        |  |
|                                         |                                               | Matilda Burghersh                      | John Burghersh                             |  |  |       |  |  |                                         |  |  |                                        |  |
|                                         |                                               | Matilda Burghersh                      | …                                          |  |  |       |  |  |                                         |  |  |                                        |  |
| Richard de la Pole                      |                                               | Matilda Burghersh                      |                                            |  |  |       |  |  |                                         |  |  |                                        |  |
|                                         | Riccardo Plantageneto, III conte di Cambridge | Edmondo Plantageneto, I duca di York   |                                            |  |  |       |  |  |                                         |  |  |                                        |  |
|                                         | Riccardo Plantageneto, III conte di Cambridge | Edmondo Plantageneto, I duca di York   |                                            |  |  |       |  |  |                                         |  |  |                                        |  |
|                                         | Riccardo Plantageneto, III conte di Cambridge | Isabella di Castiglia                  |                                            |  |  |       |  |  |                                         |  |  |                                        |  |
| Riccardo Plantageneto, III duca di York | Riccardo Plantageneto, III conte di Cambridge |                                        |                                            |  |  |       |  |  |                                         |  |  |                                        |  |
|                                         |                                               | Anna Mortimer                          | Ruggero Mortimer, IV conte di March        |  |  |       |  |  |                                         |  |  |                                        |  |
|                                         |                                               | Anna Mortimer                          | Ruggero Mortimer, IV conte di March        |  |  |       |  |  |                                         |  |  |                                        |  |
|                                         |                                               | Anna Mortimer                          | Alianore Holland                           |  |  |       |  |  |                                         |  |  |                                        |  |
| Elisabetta di York                      |                                               | Anna Mortimer                          |                                            |  |  |       |  |  |                                         |  |  |                                        |  |
|                                         |                                               | Ralph Neville, I conte di Westmorland  | John Neville, III barone Neville di Raby   |  |  |       |  |  |                                         |  |  |                                        |  |
|                                         |                                               | Ralph Neville, I conte di Westmorland  | John Neville, III barone Neville di Raby   |  |  |       |  |  |                                         |  |  |                                        |  |
|                                         |                                               | Ralph Neville, I conte di Westmorland  | Maud Percy                                 |  |  |       |  |  |                                         |  |  |                                        |  |
| Cecily Neville                          |                                               | Ralph Neville, I conte di Westmorland  |                                            |  |  |       |  |  |                                         |  |  |                                        |  |
|                                         |                                               | Joan Beaufort, contessa di Westmorland | Giovanni Plantageneto, I duca di Lancaster |  |  |       |  |  |                                         |  |  |                                        |  |
|                                         |                                               | Joan Beaufort, contessa di Westmorland | Giovanni Plantageneto, I duca di Lancaster |  |  |       |  |  |                                         |  |  |                                        |  |
|                                         |                                               | Joan Beaufort, contessa di Westmorland | Katherine Swynford                         |  |  |       |  |  |                                         |  |  |                                        |  |
|                                         |                                               | Joan Beaufort, contessa di Westmorland |                                            |  |  |       |  |  |                                         |  |  |                                        |  |